# 비가비
《비가비》는 대한민국의 KBS에 1992년부터 1993년까지 방송됐던 주간 드라마인데, 마패를 우연히 줍게 된 3인의 도망자가 펼치는 해학 사극이다.

## 방송 시간
- KBS 2TV - 1992년 11월 13일 ~ 1993년 4월 30일, 금요일 밤 9시 45분 ~ 10시 40분

## 출연진
- 강인덕 : 우출
- 박윤배 : 봉필
- 장서희 : 단금
- 백준기
- 이두섭
- 안병경
- 반문섭
- 윤덕용
- 김성겸
- 곽정희
- 연규진
- 박용식
- 김청
- 김창봉
- 기정수
- 이대로
- 임대호

## 결방
- 1993년 1월 22일 - 설 특선영화 《개벽》 편성[1]

## 에피소드 목록
- 1992년 11월 13일, 1회 육두마패
- 1992년 11월 20일, 2회 단금 아가씨
- 1992년 11월 27일, 3회 누명
- 1992년 12월 4일, 4회 곤장 한대
- 1992년 12월 11일, 5회 장한가
- 1992년 12월 18일, 6회 화적
- 1992년 12월 25일, 7회 동가식 서가숙
- 1993년 1월 1일, 8회
- 1993년 1월 8일, 9회 쌍혼례
- 1993년 1월 15일, 10회
- 1993년 1월 29일, 11회 산울음
- 1993년 2월 5일, 12회
- 1993년 2월 12일, 13회
- 1993년 2월 19일, 14회
- 1993년 2월 26일, 15회
- 1993년 3월 5일, 16회
- 1993년 3월 12일, 17회
- 1993년 3월 19일, 18회
- 1993년 3월 26일, 19회 손각시
- 1993년 4월 2일, 20회 세상에 이럴수가
- 1993년 4월 9일, 21회 난봉꾼
- 1993년 4월 16일, 22회 짚세기 현감
- 1993년 4월 23일, 23회 단금이의 봄바람
- 1993년 4월 30일, 24회 청실홍실

## 제작진
- 극본 : 지상학
- 연출 : 김재형, 박수동

1. ↑  “개벽(KBS2·오후9:45)”. 경향신문. 1993년 1월 21일. 2024년 8월 4일에 확인함.